# Топінамбур
Со́няшник бульби́стий, або топіна́мбур (Helianthus tuberosus) — бульбоносна рослина роду соняшників родини айстрових (Asteraceae). У дикому вигляді на рослину можна натрапити в Північній Америці від штату Мен на захід до Північної Дакоти та на південь до північної Флориди і Техасу. Її бульби їстівні, її вирощують як кормову, технічну та харчову рослину.

## Історія
Топінамбур інтродукований із природної флори західного узбережжя Північної Америки. У першому тисячолітті до нашої ери топінамбур уже входив у землеробство місцевих індіанців. До Європи він був завезений у XVII ст. і завдяки смаковим і лікувальним властивостям швидко поширився. Найбільшу популярність земляна груша мала в Голландії та Бельгії. Її відварювали у вині з вершковим маслом, домагаючись подібності з артишоком. У Бельгії топінамбур навіть називали підземним артишоком. В Україну завезений через Балкани і Молдову.

## Опис

### Морфологічні особливості
Соняшник бульбистий — багаторічна трав'яниста рослина висотою близько півтора метра (іноді до чотирьох метрів) із прямим опушеним стеблом, яйцеподібним листям і жовтими суцвіттями-кошиками діаметром 6—10 см, кожне з 10—20 квітками. Листя попарне на нижній частині рослини та чергується на верхівці. На його підземних пагонах формуються бічні пагони — столони, які за рахунок пластичних речовин на кінцях потовщуються і перетворюються на бульби циліндрової, грушеподібної або округлої форми з опуклими бруньками — білих, жовтих, фіолетових, рожевих (залежно від сорту) 7,5—10 см завдовжки та 3—5 см у діаметрі. Бульби вкриті тонкою шкіркою без коркового шару, котрий, наприклад, у картоплі є захистом від механічних ушкоджень і в'янення. М'якоть ніжна, соковита, з приємним солодкуватим смаком. Максимальні прирости дає на початку формування бульб у липні-серпні. На 2—3-й рік галузиться, утворюючи на підземному пагоні до 40 гілок.
Плід — конусоподібна сім'янка, складена з оплодня і насінини. Маса 1000 насінин — 7—9 г.
Стрижневий корінь проникає на глибину до 2 метрів.
В умовах Полісся України топінамбур не цвіте.(Спростування. За спостереженнями останніх років, в українському поліссі цвітіння набуло щорічного характеру).

### Фізіологічні особливості
Фітоімунною відповіддю на заморожування бульб є активізація ферментних систем із синтезом інуліну. Такими ферментами, що каталізують накопичення інуліну, є сахароза-сахароза-фруктозилтрансфераза та фруктан-фруктан-фруктозилтрансфераза.

### Хімічний склад і харчова цінність
За хімічним складом бульби топінамбура близькі до картоплі. За поживністю вони переважають багато видів городини та є значно ціннішими від кормового буряка.
Бульби топінамбура містять до 3 % білка, мінеральні солі, 20,0 % вуглеводів, до складу яких входить розчинний полісахарид інулін (16—18 % і більше, що є рідкістю серед бульбових рослин, але нормою серед айстрових), фруктоза, мікроелементи, 2—4 % азотистих речовин, проте вони майже не містять крохмалю. Досить багаті на вітамін B1 (аневрін), містять вітамін C і каротин. У білку є амінокислоти — лізин, гістидин, аргінін, триптофан, треонін.
Соняшник бульбистий містить комплекс фруктанів, різні види пектину, сполуки з антиоксидантними властивостями (хлорогенова, неохлорогенова, бурштинова, кавова кислоти тощо), каротиноїди, целюлозу, макро- та мікроелементи, вітаміни, а також цінні метаболіти для обміну речовин при таких захворюваннях як туберкульоз, онкозахворювання та інші.

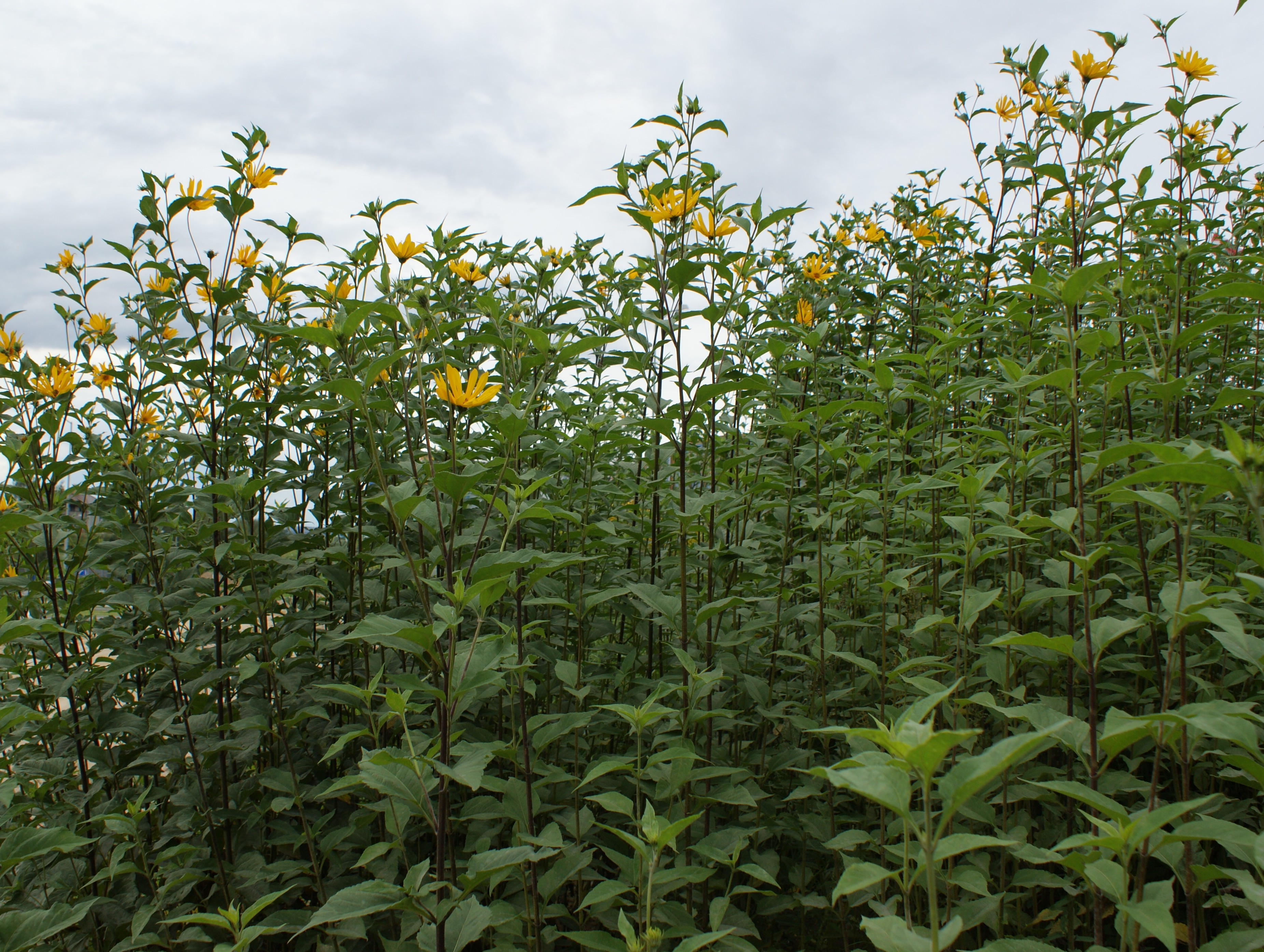
Зарості топінамбура

Вміст цукрів у бульбах зростає залежно від термінів збору через відтік поживних речовин зі стебел і листя. За виходом вуглеводів топінамбур удвічі переважає цукрові буряки.
Соняшник бульбистий має високу кормову і поживну цінність. Завдяки акумуляції сонячної енергії великою листковою поверхнею з ранньої весни до пізньої осені він вважається одним із рекордсменів з урожаю надземної й підземної маси. Надземну масу використовують на силос, а бульби — на корм.

## Використання

### У харчуванні
Використовують бульби в їжу печеними, смаженими й у сирому вигляді. Восени, взимку і рано навесні з них готують супи, пюре, салат. З висушених і розтертих бульб готують кавовий напій. Бульби — цінний харчовий продукт для діабетиків.
Специфіка зберігання й механічної обробки топінамбура викликає деякі труднощі, тому використання його на підприємствах ресторанного господарства дуже обмежене.

### У лікувальній практиці
Найунікальнішою особливістю бульб топінамбура є наявність у складі вуглеводів інуліну. Найціннішою властивістю інуліну вважається його здатність розщеплюватися в організмі людини з утворенням фруктози, яка солодша за цукор, однак менш калорійна, а головне, під час засвоєння організмом не стимулює секрецію інсуліну і не призводить до зносу підшлункової залози. Крім того, інулін знаний як біогенний фактор, що сприяє росту природної мікрофлори кишковика за різних захворювань, пов'язаних із дисбактеріозами. Використання інуліну в лікувальній практиці сприяє нормалізації діяльності кишковика (усунення закрепів) і зниженню вмісту ліпідів та холестерину в крові.
Ванни із відвару стебла і листя топінамбура — чудовий засіб для лікування суглобових захворювань: артритів, артрозів, бурситів, остероходрозу, станів після травм опорно-рухового апарату. Також відвар рослини прекрасно очищає шкіру, позбавляє від вугрів, діатезу, дерматиту.
Вживання топінамбура рекомендвано при анемії, гіпертонії, аритмії, порушенні кровообігу, атеросклерозі, для модуляції нервової та імунної систем, особливо після тривалих стресів.
Корисно вживати бульби топінамбура в сирому вигляді при цукровому діабеті, панкреатиті, виразці шлунка, сечокам'яній хворобі, гіпертонії, поліартриті, ожирінні, а також як легкий проносний засіб.
Свіже листя топінамбура вживають у вигляді салату при хворобах печінки. Є відомості, що свіжоприготовлений сік із бульб рослини при вживанні всередину і зовнішньому застосуванні сприяє відновленню пігментації при вітиліго.
Особливо корисне застосування порошку з бульб топінамбура — він забезпечує потребу організму в амінокислотах і полісахаридах, регулює вуглеводний обмін, нормалізує кишкову мікрофлору, підвищує імунітет.

### Як енергетична культура
Соняшник бульбистий — одна з провідних біоенергетичних культур. Середній вихід спирту з 1 ц бульб топінамбура — 8—9 л, тобто такий, як і з картоплі. Однак за вищої його врожайності та значно менших виробничих витрат собівартість спирту з топінамбура є набагато нижчою, ніж із картоплі або зерна. Навіть за порівняно високого врожаю зернових культур (50 ц/га) продукція зерна може забезпечити отримання не більше 1100 л/га спирту, а порівняно невисокий врожай бульб топінамбура (300 ц/га) дає понад 2500 л/га спирту. Для виробництва біоетанолу придатні не лише бульби, а й надземна маса, вихід спирту з якої складає не менше 5 %. За врожайності 30 т/га бульб і 40 т/га стебел вихід біоетанолу становить понад 4,5 т/га. Потенційна врожайність біомаси топінамбура сягає 200 т/га стебел і 120 т/га бульб, проте середня врожайність не переважає 20—30 т/га бульб.
При використанні топінамбура для виробництва паливного етанолу для ферментації інуліну необхідні адаптовані штами дріжджів. В іншому випадку інулін, низько- та високомолекулярні фруктозани топінамбура може споживати більшість мікроорганізмів тільки після попереднього гідролізу топінамбура до фруктози та глюкози.

### Як фітомеліорант
Соняшник бульбистий є перспективною рослиною-фітомеліорантом, придатною для біологічної рекультивації низькородючих субстратів без нанесення шару ґрунту. Проте це накладає певні обмеження на використання бульб топінамбура, отриманих у перші роки рекультивації. У подальші роки це дає змогу отримати високі врожаї сільськогосподарської продукції на низькородючих ґрунтах.

### Сорти

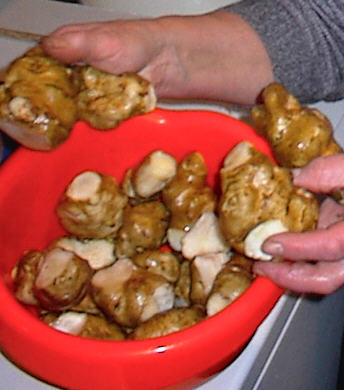
Бульби топінамбура

На території України та східніше поширені такі сорти топінамбура: «Київський білий», «Червоний», «Веретеновидний», «Патат», «Майкопський», «Білий», «Скороспілка», «Знахідка», «Волжський 2», «Вадим», «Ленінградський», «Північнокавказький», «Інтерес» (утричі перевершує врожайність картоплі) та інші.
Шляхом схрещування топінамбура із соняшником звичайним створили нову рослину — топінсоняшник. Уперше таке схрещування було проведене в СРСР. На Майкопській дослідній станції дослідники ВІР Н. М. Пасько вивели сорт топінсоняшника «Восторг» (ЗМ-1-156). Бульби в цього сорту великі, овальні, з гладкою поверхнею. Їхній урожай досягає 400 ц/га і більше, зеленої маси — 600 ц/га.
Окрім невибагливості до кореневого живлення, топінамбур відзначають високою реакцією на добрива, особливо на гній (90 т/га). Деякі дослідники вважають, що застосування добрив, як органічних, так і мінеральних, дає змогу підвищити вихід біомаси у 2—3 рази і рекомендують вносити 40—50 т гною і мінеральні добрива в дозах N120-150P90K120 кг/га діючої речовини.
За безперервної культури топінамбура різке зменшення врожаю бульб і зеленої маси спостерігається як на удобрених, так і неудобрених ділянках.

## Вирощування
Загалом рослини легко культивувати, їх можна залишати практично без догляду. Росте на чорноземних, дерново-підзолистих, досить зволожених ґрунтах. Топінамбуру була властива висока зимостійкість. Бульби зимують у ґрунті й залишаються життєздатними після зниження температури. Проте якість бульб гіршає, якщо рослини не пересаджуються у родючий ґрунт. За тривалої монокультури топінамбура різко знижується урожай бульб і зеленої маси.

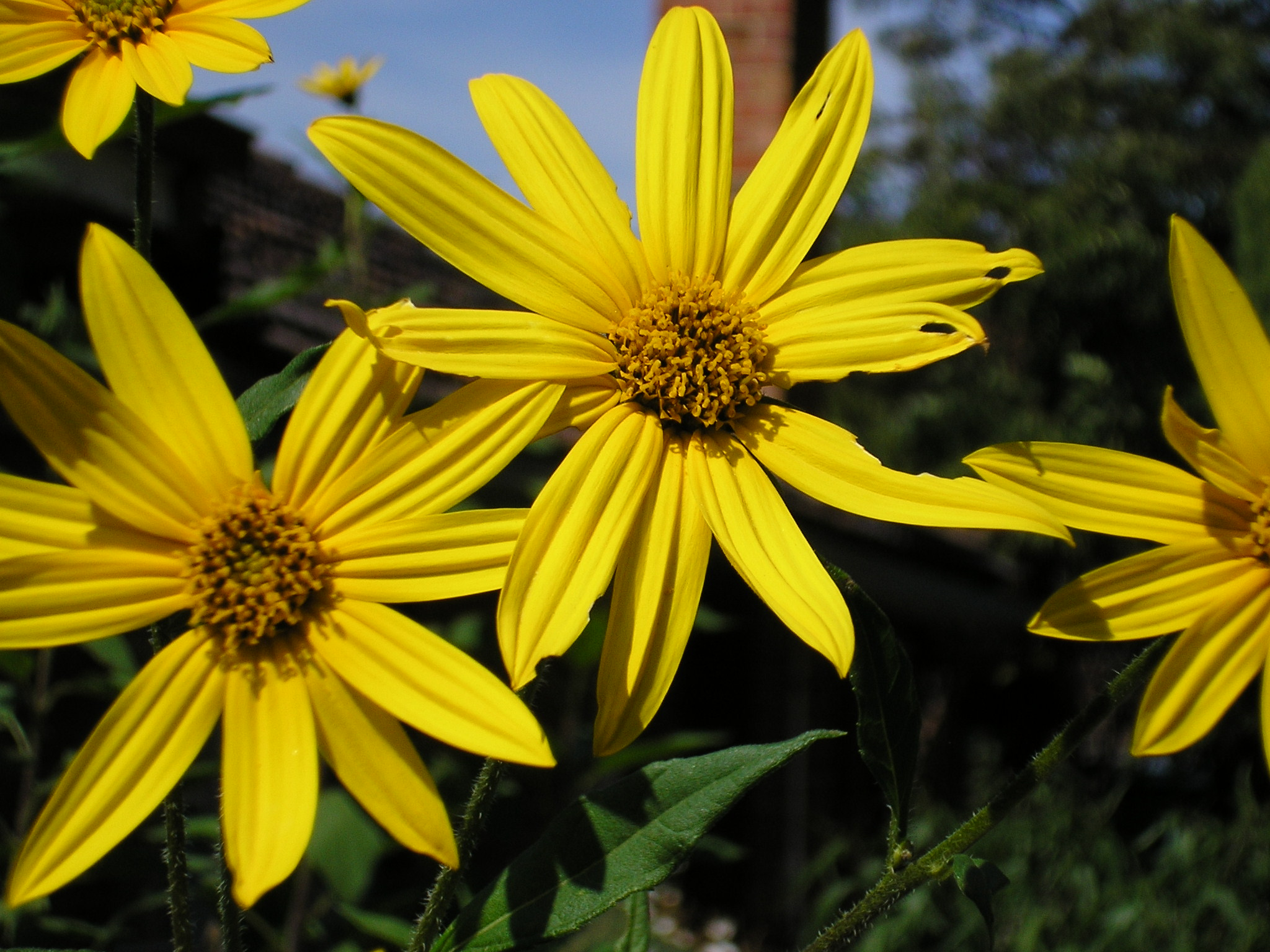
Квітки топінамбура

Залишені після збирання дрібні бульби та столони здатні утворювати на наступний рік порість, яка ускладнює або зовсім виключає можливість вирощувати після нього інші сільськогосподарські культури. Залишені в землі бульби продовжують рости, потенційно перетворюючись на бур'ян. У зв'язку з цим топінамбур здебільшого вирощують на запільних ділянках. Проте сучасний рівень знань дає змогу ефективно очищати поля від залишків рослин топінамбура, використовуючи методи їх біологічного виснаження.
Топінамбур у сівозміні бажано вирощувати після зернових злакових культур і багаторічних трав, і не можна його вирощувати після картоплі, коренеплодів, баштанних культур, соняшнику.
Після топінамбура, як після просапної культури, що сприяє очищенню поля від бур'янів, можна з успіхом висівати будь-яку зернову або зернобобову культуру. У тих випадках, коли немає достатньої впевненості в тому, що поле повністю очищено від топінамбура, краще поміщати після нього першою культурою кормові рослини для отримання зеленої маси (наприклад, виковівсяну сумішку). Така суміш вики з топінамбуром за своєю поживністю вища від звичайної виковівсяної сумішки і охоче поїдається всіма видами тварин. Існує опрацьована технологія вирощування новоствореного сорту топінамбура Львівський 1 (автори сорту: С. В. Дубковецький, В. Г. Влох), зокрема за вирощування його в сумішках із різними кормовими культурами. Львівським національним аграрним університетом виявлено, що найвищий урожай зеленої маси 60,2 т/га забезпечує сумішка топінамбур + кормові боби + овес, а у сумісних посівах топінамбура з горохом, викою і вівсом забезпечує високий урожай отави — 28,4—29,1 т/га, що підвищує продуктивність одиниці кормової площі.
Розмножується топінамбур бульбами. Протягом літа проходить і закінчує біологічний цикл розвитку як однорічна рослина. У природних умовах може рости монокультурою більше десятків років на одному місці.
Ґрунт готують з осені. Під зяблеве перекопування на 1 м² вносять 2—3 кг органічних добрив і по 20—30 г фосфорно-калійних добрив. Навесні ґрунт спушують або боронують. Висаджують навесні зі схемою розміщення 60 × 35—40 (ширина міжрядь — 70 см, віддаль між гніздами у ряду — 35—40 см) або 70 × 40 см на глибину 7—8 см. Після посадки площу боронують і кілька разів спушують міжряддя. Для харчових цілей топінамбур вирощують на одному місці 1—2 роки. Врожайність бульб становить 3,5—4,5 кг з 1 м². Для зимового споживання бульби викопують восени і зберігають у підвалі, пересипаючи піском. Для весняно-літнього споживання викопують рано навесні до проростання бульб.
Врожайність топінамбура залежить від площі живлення, яка визначається густотою посадки. Однак за відсутності догляду за посівами в подальші роки кількість рослин на одиниці площі збільшується, що пригнічує їх розвиток і врожайність.
Рослини вбирають вологу із глибоких шарів ґрунту. Суцільний травостій захищає ґрунт від випаровування вологи, оскільки насадження не провітрюються і на поверхню ґрунту не проникає сонце. Як наслідок, рослини можуть витримувати короткочасні посухи. Високі температури не спричиняють виродження бульб.
Після змикання зеленої маси міжрядь спостерігається пригнічення та відмирання бур'янів на весь період вегетації.
Після скошування зеленої маси в червні з'являються нові пагони рослин, що дає змогу за сезон збирати два врожаї зеленої маси.